# John Yarnall
Pour les articles homonymes, voir Yarnall.
 (mai 2023).
Si vous disposez d'ouvrages ou d'articles de référence ou si vous connaissez des sites web de qualité traitant du thème abordé ici, merci de compléter l'article en donnant les références utiles à sa vérifiabilité et en les liant à la section « Notes et références ».
John Joliffe Yarnall (1786-1815) était un officier de la marine américaine (US Navy) pendant la guerre de 1812 et la seconde guerre barbaresque.

## Biographie
Né à Wheeling, en Virginie (plus tard Virginie-Occidentale), Yarnall est nommé aspirant de marine (midshipman) le 11 janvier 1809. Entre 1809 et 1812, Yarnall sillonne les eaux côtières des États-Unis à bord du Chesapeake et du Revenge, accomplissant une tâche qui équivaut à un blocus de son propre pays pour faire respecter l'embargo décrété par le président James Madison sur le commerce avec les adversaires européens pendant les guerres napoléoniennes. En 1813, il est transféré sous le commandement d'Oliver Hazard Perry sur les Grands Lacs et devient premier lieutenant (first lieutenant) à bord du Lawrence, le navire-amiral de Perry.
Il participe à la bataille décisive du lac Érié le 10 septembre 1813 et, bien que blessé, refuse de quitter son poste pendant l'engagement. Lorsque Perry déplace son pavillon vers le Niagara pendant la bataille, le lieutenant Yarnall prend le commandement du Lawrence. Après la bataille, il embarque les blessés de l'escadron et les ramène à Érié pour les faire soigner. Pour sa performance au cours de la bataille, Yarnall reçoit les félicitations de Perry ainsi qu'une médaille exprimant la gratitude du Congrès et du pays.
Au printemps 1815, Yarnall quitte New York avec Stephen Decatur à bord de la frégate Guerriere pour la Méditerranée afin de mener la seconde guerre barbaresque. Le 17 juin, au large des côtes algériennes, son navire rencontre et capture le Mashuda, le navire-amiral de la marine algérienne. Au cours de cet engagement, Yarnall est à nouveau blessé. En reconnaissance de son rôle dans la bataille, et peut-être à cause de ses blessures, Decatur choisit le lieutenant Yarnall pour porter les dépêches de l'escadre de Decatur au gouvernement à Washington, D.C..

### Disparition et mort
En juillet 1815, Yarnall s'embarque sur le sloop-of-war Epervier pour le voyage de retour. Le navire de guerre est vu pour la dernière fois le 14 juillet 1815, alors qu'il traverse le détroit de Gibraltar et entre dans l'Atlantique. On peut supposer que Yarnall et tous ceux qui se trouvaient à bord ont sombré avec le navire au cours de la traversée de l'Atlantique.

## Hommage
Deux navires de la marine américaine (US Navy) ont été baptisés USS Yarnall en son honneur..

## Source
- (en) Cet article est partiellement ou en totalité issu de l’article de Wikipédia en anglais intitulé « John Yarnal » (voir la liste des auteurs).
- Cet article reprend des textes du domaine public du Dictionary of American Naval Fighting Ships.